# Fujifilm Trophy de 1986
Fujifilm Trophy de 1986 foi a primeira edição da competição, um evento anual de patinação artística no gelo organizado pela Deutsche Eislauf-Union. A competição foi disputada na cidade de Frankfurt am Main, Alemanha Ocidental.

## Eventos
- Individual masculino
- Individual feminino
- Duplas
- Dança no gelo

## Medalhistas
| Evento                        | Ouro                                     | Prata                                         | Bronze                                                 |
| Individual masculino detalhes | Petr Barna · Tchecoslováquia             | Alessandro Riccitelli · Itália                | Zhang Shubin · China                                   |
| Individual feminino detalhes  | Dianne Takeuchi · Canadá                 | Fu Caishu · China                             | Cornelia Renner · Alemanha Ocidental                   |
| Duplas detalhes               | Melanie Gaylor · Lee Barkell · Canadá    | Colette May · Carl Nelson · Reino Unido       | Kerstin Kiminus · Stefan Pfrengle · Alemanha Ocidental |
| Dança no gelo detalhes        | Lia Trovati · Roberto Pelizzola · Itália | Elizabeth Coates · Alan Abretti · Reino Unido | Dominique Yvon · Frédéric Palluel · França             |

## Resultados

### Individual masculino
| Pos.              | Nome                  | Nacionalidade   |
| ----------------- | --------------------- | --------------- |
| Medalha de ouro   | Petr Barna            | Tchecoslováquia |
| Medalha de prata  | Alessandro Riccitelli | Itália          |
| Medalha de bronze | Zhang Shubin          | China           |
| 4                 |                       |                 |
| 5                 |                       |                 |
| 6                 | David Wilson          | Canadá          |
| ...               |                       |                 |

### Individual feminino
| Pos.              | Nome            | Nacionalidade      |
| ----------------- | --------------- | ------------------ |
| Medalha de ouro   | Dianne Takeuchi | Canadá             |
| Medalha de prata  | Fu Caishu       | China              |
| Medalha de bronze | Cornelia Renner | Alemanha Ocidental |
| ...               |                 |                    |

### Duplas
| Pos.              | Nome                              | Nacionalidade      |
| ----------------- | --------------------------------- | ------------------ |
| Medalha de ouro   | Melanie Gaylor / Lee Barkell      | Canadá             |
| Medalha de prata  | Colette May / Carl Nelson         | Reino Unido        |
| Medalha de bronze | Kerstin Kiminus / Stefan Pfrengle | Alemanha Ocidental |
| ...               |                                   |                    |

### Dança no gelo
| Pos.              | Nome                              | Nacionalidade |
| ----------------- | --------------------------------- | ------------- |
| Medalha de ouro   | Lia Trovati / Roberto Pelizzola   | Itália        |
| Medalha de prata  | Elizabeth Coates / Alan Abretti   | Reino Unido   |
| Medalha de bronze | Dominique Yvon / Frédéric Palluel | França        |
| 4                 |                                   |               |
| 5                 |                                   |               |
| 6                 | Nathalie Lessard / Darcy Pleckham | Canadá        |
| ...               |                                   |               |

## Quadro de medalhas
| Ordem | País               | Medalha de ouro | Medalha de prata | Medalha de bronze |    | Ordem por total |
| ----- | ------------------ | --------------- | ---------------- | ----------------- | -- | --------------- |
| 1     | Canadá             | 2               |                  |                   | 2  | 1               |
| 2     | Itália             | 1               | 1                |                   | 2  | 1               |
| 3     | Tchecoslováquia    | 1               |                  |                   | 1  | 6               |
| 4     | Reino Unido        |                 | 2                |                   | 2  | 1               |
| 5     | China              |                 | 1                | 1                 | 2  | 1               |
| 6     | Alemanha Ocidental |                 |                  | 2                 | 2  | 1               |
| 7     | França             |                 |                  | 1                 | 1  | 6               |
| TOTAL | TOTAL              | 4               | 4                | 4                 | 12 | —               |